# De slaaf
De slaaf is een hoorspel naar het drama The Slave (1964) van Everett LeRoi Jones (= Amiri Baraka). Het werd vertaald door Coos Mulder en de KRO zond het uit in het programma Theater op  dinsdag 26 november 1974, van 21:10 uur tot 22:30 uur (met een herhaling op dinsdag 20 december 1994). De regisseur was Léon Povel.

## Rolbezetting
- Eric van Ingen
- Otto Sterman
- Lies de Wind

## Inhoud
De auteur tekent in dit spel de figuur van een neger-racist die alle blanken naar het leven staat. Jones noemt het stuk een fabel, een verdichte vertelling waarin een zedenles aanschouwelijk wordt voorgesteld. Hij koos echter geen dieren die als handelende personen optreden, maar mensen. Zijn hoofdpersoon, Walker Vessels, is een neger die aan de universiteit literatuur studeerde, maar als sociaal bewogen mens tot het inzicht kwam dat al die wetenschap en cultuur voorbijging aan de onderdrukking van zijn zwarte broeders. Voor hen ging hij zich inzetten, bracht een grote opstandige beweging op gang, die weliswaar in aanzet berustte op rechtschapen ideeën, maar weldra alleen nog via geweld en haat kans van slagen kon hebben. Zo werd uit de idealist een racistisch moordenaar. Maar als hij gaat twijfelen aan de juistheid van zijn aanpak – de rebellie verandert immers alleen het “gezicht” van de tirannie – kan hij de zelf ontketende krachten niet meer keren. Hij heeft de bijbel van een dr. Luther King verwisseld voor het zwaard en wie het zwaard opneemt, zal door het zwaard omkomen. Dit vonnis gaat niet aan hem voorbij als hij aan de vooravond van de bestorming een persoonlijke vete in de belegerde stad gaat beslechten die zijn wraak- en haatgevoelens mede tot deze hoogte heeft aangewakkerd…